# Vincenzo Flauti
Vincenzo Flauti   (Nàpols, 4 d'abril de 1782 - Nàpols, 20 de juny de 1863) va ser un matemàtic italià.
Flauti va estudiar amb Nicola Fergola i el 1801 ja era professor de la universitat de Nàpols. En retirar-se Fergola el 1812 va passar a ser catedràtic i va restar a la universitat tota la seva carrera academica. A la mort de Fergola el 1824, Flauti acumulava un bon nombre de càrrecs administratius, tan a la universitat com a l'Acadèmia de Ciències o al Ministeri d'Ensenyament, fins al punt que va tenir el gairebé total monopoli de l'edició de llibres de text de matemàtiques de tots els nivells d'ensenyament, com ho demostren les abundants reedicions dels seus Elements de geometria. El 1860, en proclamar-se el Regne d'Itàlia, va ser desposseït de tots els seus càrrecs administratius i docents per haver estat un ferm defensor de la monarquia borbònica.
Com a màxim representant de l'escola "sintètica" de matemàtiques fundada per Fergola, va defensar aquest punt de vista contra els "analítics" de l'Escola d'Enginyeria. El punt més àlgid de la polèmica es va produir el 1839, quan Flauti va llençar un repte per resoldre tres problemes que ell havia plantejat i que, naturalment, va guanyar un dels seus deixebles, no en va el premi el concedia l'Acadèmia que ell presidia.